# Mark Sheehan
Mark Anthony Sheehan (født 29. oktober 1976 – død 14. april 2023) var en irsk musiker, sanger, komponist og producer.
Fra 1996 til 2001 var han sammen med Danny O'Donoghue medlem af boybandet Mytown, og senere samme år var han med til at stifte og spille guitar i rockbandet The Script.
Privat var Sheehan gift med Rina Sheehan, og de fik tre børn.
Sheehan døde den 14. april 2023 i en alder af 46 efter kort tids sygdom.